# 泰羅鎮區 (北卡羅萊納州戴維森縣)
泰羅鎮區（英語：Tyro Township）是位於美國北卡羅萊納州戴維森縣的一個鎮區。

## 地方資料
泰羅鎮區的面積為94.28平方千米，皆為陸地。根據2020年美國人口普查的數據，當地共有人口8258人，而人口密度為每平方千米87.59人。